# Reyshawn Terry
Pour les articles homonymes, voir Terry.
Reyshawn Terry, né le 7 avril 1984, est un joueur américain de basket-ball. C'est un ailier.

## Biographie
Terry fait sa carrière universitaire avec les Tar Heels de la Caroline du Nord. Il obtient le titre de champion universitaire en 2005 avec ses principaux coéquipiers Sean May, David Noel, Raymond Felton, Marvin Williams, Jawad Williams et Rashad McCants.
Terry est choisi en 44e position lors de la Draft 2007 de la NBA par le Magic d'Orlando. Il est échangé lors de la draft et ses droits partent aux Mavericks de Dallas qui ne le signent pas. Il ne joue pas en NBA et part jouer en Europe.
À l'été 2013, il rejoint Le Mans Sarthe Basket.
En octobre 2014, il signe avec Tadamon Zouk (en) au Liban. En mars 2015, il quitte Tadamon et signe chez les Maratonistas de Coamo (en) au Porto Rico. En mai 2015, il s'engage avec les Trotamundos de Carabobo, au Vénézuéla.
Il obtient la nationalité libanaise et joue pour l'équipe du Liban de basket-ball.

## Palmarès

### En club
- Vainqueur de la Leaders Cup 2014 avec Le Mans